# La noche y el alba
La noche y el alba es una película española de 1958, de género dramático, mezcla de intriga policial y documento social, dirigida por José María Forqué, con guion del propio José María Forqué y del dramaturgo Alfonso Sastre. Está basada en una historia de Alfonso Paso y Mariano Ozores.

## Argumento
Años 50. Pedro es un fotógrafo callejero que luchó en la guerra civil española (1936-1939) en el bando republicano; acaba de salir de la cárcel y persigue a la modelo de la que está enamorado, pero que le rechaza. Esta muere accidentalmente mientras está en su casa con Carlos, un ingeniero al que acaba de conocer. Pedro es acusado del crimen. Carlos se debate entre contar la verdad, lo que supondría el fin de su matrimonio y quizá de su prometedora carrera, o dejar que metan a Pedro en la cárcel.

## Localizaciones
La película se rodó en diferentes lugares de Madrid, entre ellos la Colonia Pegaso.

## Premios
Medalla del Círculo de Escritores Cinematográficos a la mejor fotografía en blanco y negro para Cecilio Paniagua en 1958.

## Reparto
| Intérprete              | Personaje          |
| ----------------------- | ------------------ |
| Francisco Rabal         | Pedro              |
| Zully Moreno            | Marta              |
| Rosita Arenas           | Amparo             |
| Marta Mandel            | Carmen             |
| Manuel Alexandre        | Ross               |
| Miguel Ángel            | Ayudante           |
| Rafael Bardem           | Director           |
| Félix Dafauce           | Mendoza            |
| José Luis López Vázquez | Fotógrafo          |
| Francisco Bernal        |                    |
| Vicente Soler           | Comisario          |
| María Luisa Romero      |                    |
| Josefina Santaularia    | Josefa             |
| Javier Dasti            | Conserje           |
| Esperanza Mistral       |                    |
| Manuel Rojas            |                    |
| Rosa Palomar            | Amiga de Marta     |
| Jacinto Martín          |                    |
| Trudy Losada            | Dependienta        |
| Antonio Vilar           | Carlos             |
| María Asquerino         | Jugadora de cartas |
| Isabel de Pomés         | Jugadora de cartas |
| Antonio Passalia        | Barman             |